# Psalter-getijdenboek van Isabella van Frankrijk
Het Psalter-getijdenboek van Isabella van Frankrijk is een verlucht handschrift dat gemaakt werd in Parijs tussen 1260 en 1270 en is een van de vroegste voorbeelden van het Psalter-getijdenboek. Het werd naar alle waarschijnlijkheid gemaakt in opdracht van de Franse koninklijke familie. Het handschrift wordt nu bewaard in het Fitzwilliam Museum in Cambridge als Ms 300.

## Beschrijving
Het handschrift is samengesteld uit 309 perkamenten folia met vooraan en achteraan telkens vier moderne perkamenten schutbladen. De folia meten 190 bij 140 mm en het tekstblok 125 bij 95 mm. De folia zijn genummerd van I-XIII en van 1-296. De tekst is geschreven in een kolom met 18 lijnen per blad. De aflijning werd uitgevoerd met een loodstift. Er ontbreken een aantal folia: twee na f64, twee voor f227, een voor f242 en een achter f291. De folia 292-296 die in de 14e eeuw werden toegevoegd bevonden zich oorspronkelijk aan het begin van het volume.
De tekst van de kalender is geschreven in goud en blauw, de andere tekst in ijzergallusinkt en de rubrieken in het vermiljoen rood. De tekst is geschreven in een gotische littera textualis.
Het handschrift is samengesteld uit 28 katernen. De structuur is regelmatig en opgezet in functie van de textuele inhoud. Alle katernen bestaan uit zes bifolia, behalve katern 21 dat er slechts twee telt, net genoeg om het Mariagetijde te beëindigen. Katern 22 bestaat uit vijf bifolia, genoeg voor de boetepsalmen. Het volume werd samengesteld uit twee blokken: katern 1-16 met de kalender, het psalter en de kantieken en katernen 18-27 met het Kleine Officie van Onze Lieve Vrouw en de andere gebeden. Het eerste blok bevat geen katernsignaturen het tweede blok wel.

## Herkomst

### Opdrachtgever
De kalender is opgesteld voor gebruik in de Sainte-Chapelle en bevat de sterfdata van de grootvader, vader, moeder en broer van de Heilige Lodewijk, allemaal in de hand van de originele scribent. Het handschrift was duidelijk klaar voor 1270 want de sterfdata van Lodewijk IX en zijn zus Isabelle zijn niet in de kalender opgenomen. Talrijke lijnvullers bevatten de wapens van Frankrijk en Castilië. Lodewijks moeder Blanche van Castilië was van daar afkomstig. Sommige lijnvullers tonen ook de wapens van Margaretha van Provence, de vrouw van Lodewijk IX. Dit alles wijst duidelijk in de richting van het Franse koninklijke huis als opdrachtgever.
Twee gebeden, op f240v en f241r, bevatten vrouwelijke vormen wat een aanduiding is voor een vrouwelijke bestemmeling. Dit laat toe een aantal vrouwen uit de omgeving van Lodewijk als mogelijke bestemmelinge te zien en er is hierover ook jarenlang discussie geweest tussen de historici, maar de zus van Lodewijk, Isabella, wordt tegenwoordig als de meest waarschijnlijke bestemmelinge gezien.

### Geschiedenis
Het psalter-getijdenboek bleef in het bezit van de koninklijke familie tot in de regeerperiode van Karel V (1364-1380). Dan verdwijnt het uit het gezicht om pas in de negentiende eeuw terug op te duiken in het bezit van John Boykett Jarman (1782-1864), een Londense boekhandelaar. Die verkocht het op 24 februari 1854 aan John Ruskin (1819-1900), een fervent voorstander van de gotische kunst. Die ging zo ver dat hij losse pagina’s verspreidde onder vrienden en kennissen. Na het overlijden van Ruskin werd het door diens erfgenaam Joan Severn verkocht aan Henry Yates Thompson (1838-1929) in 1904 en in 1914 werd het aangekocht door het Fitzwilliam Museum dankzij giften van leden van de Universiteit van Cambridge, door Sydney Cockerell. In 1864 liep het handschrift waterschade op tijdens een overstroming.

## Inhoud
Dit boek is een mooi voorbeeld van een 13e-eeuws psalter-getijdenboek dat de psalmen, de Mariagetijden en andere gebeden combineerde en zijn eigenaar een compleet boek voor de privédevotie verschafte.
Het boek bevat:
- ff. Iv-VIr: Voorafgaande prentencyclus van zes volbladminiaturen
- ff. VIIr-XIIv: Kalender (naar gebruik[3] van de Sainte-Chapelle)
- ff. XIIIv-162r: Psalmen
- ff. 162r-177v: Kantieken, Te deum, Quicumque vult
- ff. 177v-226v: Kleine Officie van Onze Lieve Vrouw (naar gebruik[3] van Parijs), met gebeden tot de heiligen tussengevoegd bij de lauden
- ff. 227r-233r: Boetepsalmen
- ff. 233r-240v: Litanie van alle heiligen met collectes
- ff. 240v-241r: Suscipere digneris domine
- ff. 241r-242r: O intemerata
- ff. 242r-271r: Dodenofficie
- ff. 271r-284v: Collectes, sermoenen en lezingen voor de Maria-Geboorte, Annunciatie, Maria-Lichtmis en  Maria-Tenhemelopneming
- ff. 284v-289r: Hooglied, hoofdstukken 1-5
- ff. 289r-291r: Antifonen voor de psalmen die gebeden worden bij de vespers van dubbele feesten, voor het Magnificat en het Benedictus in de Mariagetijden op zaterdag, van de advent tot Lichtmis.
- ff. 292r-296r: Het einde van een Heilig Geest getijde en een mis voor de Heilige Geest (toevoeging uit de 14e eeuw)

## Artiesten
Er zijn vier miniaturisten te herkennen die verantwoordelijk waren voor de miniaturen en gehistorieerde initialen in het handschrift. Daarnaast waren er minstens vier assistenten die de tekstversiering, hoofdletters, lijnvullers en dergelijke voor hun rekening namen. De miniaturisten werkten aan verschillende delen van het handschrift.
Het psalter-getijdenboek is een van de eerste Parijse manuscripten waarin een breder en meer genuanceerd palet werd gebruikt samen met de vernieuwende driedimensionale voorstelling van de plooienval in de kleding. Een van de kunstenaars en minstens een van de assistenten hebben meegewerkt aan de verluchting van het Parijse Psalter van Lodewijk de Heilige (BnF, MS lat. 10525), dat beschouwd werd als een zuster handschrift van het Psalter-getijdenboek van Isabella van Frankrijk. Beide handschriften kwamen in dezelfde periode tot stand, ze hebben ongeveer dezelfde grootte, de stijl en de paginalay-out zijn gelijkaardig en men gebruikte dezelfde heraldische versiering.

### Hand A
Deze miniaturist schilderde de zes volbladminiaturen die aan het psalter voorafgaan. Zijn composities zijn duidelijk en leesbaar. Hij bekroont zijn taferelen met een gotische structuur. De figuren van zijn hand zijn monumentaal met een stevige musculatuur die getoond wordt door het modelleren van de kleding. Hun gebaren en gelaatsuitdrukking zijn beheerst. Door elementen van zijn compositie boven elkaar te plaatsen suggereert hij meerdere vlakken in zijn miniaturen en suggereert daardoor een zekere diepte.

### Hand B
Dit is de miniaturist die de acht gehistorieerde initialen in het psalter schilderde. In tegenstelling tot hand A, tekende hij lange slanke figuren. Technisch is hij het minst vooruitstrevend: hij behandelt de vouwen in de gewaden nog altijd met lineaire patronen en met een minimale modellering voor schaduw- en lichtpartijen.

### Hand C
De derde kunstenaar was verantwoordelijk voor de gehistorieerde initialen van de metten, lauden en priem van de Mariagetijden en voor de gehistorieerde initialen in de suffragia. Zijn dikwijls drukbevolkte composities zijn duidelijk en goed interpreteerbaar. Zijn figuren zijn imposant en goed geproportioneerd. Zijn stijl is vertellend en de personages zijn door hun oogcontact, expressie en gebaren duidelijk bij het verhaal betrokken. De gewaadplooien zijn vakkundig gemodelleerd via het kleurgebruik en zijn briljante palet is rijker en genuanceerde dan het palet van hand A en B. Deze artiest schilderde ook de miniaturen in een katern van de voorafgaande beeldencyclus van het Psalter van de Heilige Lodewijk.

### Hand D
Hand D schilderde de overige miniaturen in de laatste katernen (20-27) van het handschrift. Zoals eerder gemeld liep het handschrift waterschade op in 1864 waardoor de miniaturen aan het einde van het werk (ff. 271v, 274v, 281r, 284v) zwaar werden beschadigd, maar de voorgaande miniaturen (ff. 215r, 217v, 220r, 224r) geven een mooi beeld van de stijl van deze kunstenaar. Zijn figuren behoren tot de meest expressieve en delicate van het handschrift. De modellering van gewaadplooien en het suggereren van onderliggende lichaamsdelen door het gebruik van licht en schaduw is bij deze kunstenaar het meest geavanceerd, het geeft zijn figuren een ongekende plasticiteit. Zijn palet is donkerder en meer verzadigd.

## Verluchting

### Beeldencyclus
Het psalmboek wordt voorafgegaan door een beeldencyclus van zes volbladminiaturen. Ze werden paarsgewijze geschilderd op de verso- en de rectozijde van opeenvolgende folia (I.v-II.r, III.v-IV.r en V.v-VI.r) zodat de beelden naast elkaar liggen als men door het boek bladert en de achterzijde blanco bleef om doorschemeren van tekst of tekening te vermijden.
De miniaturen zijn afbeeldingen van gebeurtenissen uit het Oude Testament en illustreren het einde van het leven van koning David. Waarschijnlijk waren er origineel meer miniaturen want in een inventaris uit de tijd van Karel V wordt het handschrift beschreven als beginnend met meerdere miniaturen (‘pluseurs histoires au commencement’).

### Kalender
De tekst van de kalender werd geschreven in het blauw en met goudinkt, een zeer luxueuze uitvoering, maar er zijn geen miniaturen of bladversiering aangebracht, op de gouden ‘KL’ bovenaan na. Zoals eerder gezegd, bevat het kalender de sterfdata van Lodewijks grootvader Filips Augustus (14 juli 1223), zijn vader Lodewijk VIII de Leeuw (8 november 1226), zijn moeder Blanche van Castilië (27 november 1252)en zijn broer Robert van Artesië (8 februari 1250).

### Psalmen
Het psalter is van het Gallicaanse type. Het psalter is verdeeld in acht secties die beginnen bij de psalmen 1, 26, 38, 52, 68, 80, 97 en 109.
Psalm 1, ‘Beatus vir’, wordt ingeleid met een bladgrote B initiaal. Boven in de B zien we David die vanuit zijn paleis de badende Batseba bespied en in het onderste deel zien we hem bidden tot God voor vergeving. Bij de andere psalmen aan het begin van een sectie, werd telkens een bijna bladgrote miniatuur gebruikt. Het is een gehistorieerde initiaal, getekend op een gouden achtergrond, omkadert door een brede band die alternatief blauw en beige gekleurd is en gevuld met gouden takkenmotieven, deze band is met een gouden rand omkaderd. De begintekst van de psalm wordt rechts van de initiaal genoteerd in een kolom van gekleurde blokjes, afwisselend beige en blauw gekleurd. De kolom is acht tot 11 blokjes hoog en elk blokje bevat twee gouden letters. De initiaal wordt telkens in twee verdeeld, in de bovenste helft zien we David biddend tot God en in de onderste helft wordt de tekst van de psalm geïllustreerd. Al deze gehistorieerde initialen werden uitgevoerd door hand B.
De beginletters van de andere psalmen zijn uitgevoerd als versierde initialen van twee lijnen hoog. Het zijn blauwe of roze initialen op een gouden achtergrond of gouden initialen op een blauwe of roze achtergrond. De versalen zijn uitgevoerd in het blauw of goud.

### Mariagetijden
Ook in de Mariagetijden wordt elke gebedsstonde ingeleid met een grote gehistorieerde initiaal. Ze zijn van hetzelfde type als de initialen bij de psalmen maar minder breed en de begintekst is niet opgenomen in de miniatuur. De afbeeldingen die gebruikt worden zijn taferelen uit de passiecyclus. Dit was misschien minder gebruikelijk dan de kindheidscyclus maar de passiecyclus werd ook in andere getijdenboeken gebruikt.
De voorgestelde taferelen zijn:
- f177v - Metten: Gevangenneming van Christus in de olijfhof.
- f191v - Lauden: Bespotting van Christus.
- f209r - Priem: Christus wordt gegeseld
- f212v - Terts: De kruisdraging
- f215r - Sext:	 Kruisiging
- f217v - None: Longinius doorboort de zijde van Christus met zijn speer
- f220r - Vesper: Kruisafname
- f224r - Completen:	Graflegging

In de Mariagetijden, tussen lauden en priem bevindt zich een ganse reeks gebeden tot heiligen (f198r-f208v), die in andere getijdenboeken meestal als aparte sectie werden toegevoegd.
De gehistorieerde initialen in de Mariagetijden en de suffragia zijn van hand C en hand D.

### Diverse gebeden
Bij de diverse gebeden (vanaf f271v) vinden we nog vier grote initialen voor de vier grote feesten van de Heilige maagd. Ze zijn geschilderd door hand D.